# Brust oder Keule
Brust oder Keule ist eine französische Filmkomödie aus dem Jahr 1976. Unter der Regie von Claude Zidi ist Louis de Funès in der Hauptrolle zu sehen. Der Film ist eine Satire und Parodie auf die Industrialisierung der Lebensmittelherstellung sowie den Mikrokosmos der Haute Cuisine.

## Handlung
Der Restaurantkritiker Charles Duchemin ist unter Frankreichs Küchenchefs ebenso geachtet wie gefürchtet. Mit seinem jährlich neu erscheinenden Leitfaden über die französische Gastronomie sowie der damit verbundenen Vergabe von Sternen kann er Gaststättenbetreibern zu Reichtum und Berühmtheit verhelfen, sie aber auch in den Ruin treiben. Um nicht erkannt zu werden, verwendet er immer wieder neue Verkleidungen.
Duchemins große Aufgabe besteht in der Würdigung der französischen Küche und der Bloßstellung seines Gegners, des Industrie-Tycoons Jacques Tricatel. Dieser ist Besitzer einer großen Kette von Autobahnraststätten und Fastfood-Restaurants. Dort vertreibt er die synthetisch erzeugten Lebensmittel aus seiner Fabrik. Tricatel ist ein typischer Parvenü: ein Prolet, durch Rücksichtslosigkeit finanziell aufgestiegen, doch ohne Manieren und ständig um gesellschaftliche Anerkennung kämpfend.
Tricatel gewinnt immer mehr an Macht und drängt kleine gastronomische Familienbetriebe überall in Frankreich aus dem Geschäft. Duchemin sagt dem Industriellen den Kampf an und zieht zu einer letzten großen geheimen Bewertungsaktion über das Land. Dabei begleitet ihn sein Sohn Gérard, der ihn in Kürze beruflich beerben soll. Gérard führt jedoch ein geheimes Doppelleben, denn neben seiner Tätigkeit als Gourmet-Kritiker arbeitet er parallel auch als Clown, seiner wahren Berufung, im eigenen Wanderzirkus, dessen finanzielles Überleben aber ohne sein erstes Einkommen nicht möglich wäre. Dieser Zirkus begleitet die Duchemins heimlich, um so Gérard seine Auftritte auch während dessen Geschäftsreise zu ermöglichen.
Während des Aufenthaltes in einer ländlichen Gaststätte überschlagen sich die Ereignisse: Tricatels Handlanger kann nicht nur den inkognito reisenden Duchemin enttarnen, sondern auch Gérards Zirkusengagement. Als Vater und Sohn miteinander konfrontiert werden, kommt es zunächst zum Bruch zwischen beiden. Charles Duchemin wird anschließend vom Betreiber des Gasthauses mit vorgehaltener Flinte dazu gezwungen, große Mengen verdorbener Speisen und Industriefraß von Tricatel zu essen, da er ihm einst Sterne wegnahm und ihn damit ruinierte. Vor Ekel von Pusteln übersät, verliert der Gourmet seinen Geschmackssinn (Ageusie) und wird von Gérard in ein Krankenhaus gebracht.
Unglückseligerweise hat Duchemin kurz zuvor seinen Rivalen Tricatel zu einem Fernsehduell herausgefordert (in der damals real existierenden Sendung von Philippe Bouvard). In die Enge getrieben, bleibt Duchemin nur eine Lösung: Er versöhnt sich mit Gérard und bricht gemeinsam mit ihm in Tricatels Fabrik ein, um Beweise für dessen synthetisch hergestelltes Essen zu sammeln. Dabei entgehen sie knapp einem von Tricatel in Auftrag gegebenen Mordanschlag.
In der Fernsehsendung gibt Charles dann seinen Rücktritt und mit Gérard seinen Nachfolger als Herausgeber des Restaurant-Ratgebers bekannt. Mit Unterstützung seines Vaters besteht Gérard einen von Tricatel geforderten Geschmackstest. Anschließend können beide nicht nur beweisen, dass Tricatels Nahrungsmittel ungenießbar sind, sondern auch die von ihm arrangierten Mordversuche aufdecken.
Tricatel ist erledigt, und die französische Küche scheint dank der Duchemins gerettet. Der Film endet mit einem Bankett anlässlich Duchemins Aufnahme in die Académie française. Dabei findet er in einer Pastete seine Taschenuhr, die er in der „Bäckerei“ in Tricatels Fabrik verloren hatte.

## Synchronisation
Für das Dialogbuch und die Dialogregie war Rainer Brandt zuständig. Louis de Funès wird von seinem Stammsprecher Gerd Martienzen synchronisiert.
| Darsteller        | Rolle                               | Deutscher Sprecher   |
| ----------------- | ----------------------------------- | -------------------- |
| Jean Amadou       | Erzähler (Anfang des Films)         | Rainer Brandt        |
| Yves Alfonso      | falscher Klempner                   | Rainer Brandt        |
| Max Montavon      | Mr. Modefroy                        | Rainer Brandt        |
| Louis de Funès    | Charles Duchemin                    | Gerd Martienzen      |
| Coluche           | Gérard Duchemin                     | Peter Kirchberger    |
| Julien Guiomar    | Jacques Tricatel                    | Friedrich Schütter   |
| Claude Gensac     | Maguerite #1                        |                      |
| Ann Zacharias     | Maguerite #2                        | Heidi Schaffrath     |
| Daniel Langlet    | Lambert                             | Reiner Brönneke      |
| Martin Lamotte    | Roland                              |                      |
| Philippe Bouvard  | Philippe Bouvard                    | Horst Stark          |
| Jean Martin       | Arzt im Krankenhaus                 | Rolf Mamero          |
| Marcel Dalio      | Schneider                           |                      |
| Raymond Bussières | Henri                               |                      |
| Georges Chamarat  | Le doyen des académiciens           | Franz-Josef Steffens |
| Albert Michel     | Morand                              | Jochen Sehrndt       |
| Vittorio Caprioli | Vittorio                            | Gottfried Kramer     |
| Gérard Boucaron   | Ficelle, (dicker) Freund von Gérard | Jan Fedder           |

## Trivia
- 1974 erlitt Louis de Funès zwei Herzinfarkte und zog sich aus dem Filmgeschäft zurück. Brust oder Keule war der erste Film, mit dem er nach der längeren gesundheitlichen Pause ins Kino zurückkehrte.
- Der Film sollte auf Kinoplakaten zunächst nur mit de Funès’ Namen beworben werden. Auf dessen Wunsch hin wurde der Text in „de Funès & Coluche“ geändert.
- Der Name Duchemin ist eine Anspielung auf Dumont und Michelin, beides Reiseführer mit Restaurantempfehlungen.
- Der Name Tricatel ist eine Anspielung auf den Unternehmer Jacques Borel, der ab 1968 an den französischen Autobahnen Schnellrestaurants mit Namen Restoroute betrieb, die von den Franzosen im Zusammenhang mit malbouffe („Junkfood“) genannt wurden.
- Die Rolle des Gérard Duchemin sollte ursprünglich von Pierre Richard verkörpert werden. Als dieser ablehnte, weil er sich mit der Rolle nicht identifizieren konnte, entschied sich Zidi für Coluche.[2]

## Kritik
„Louis-de-Funès-Film, der durch die stille, hintergründige Komik von Michel Coluche nicht in bloßem Klamauk steckenbleibt und einige Pluspunkte in Richtung Komödie gewinnt.“

„Diese witzige Komödie von Claude Zidi hat nicht nur Klamauk zu bieten, sondern auch ‚Bissiges‘ über die Esskultur. Louis de Funès glänzt als cholerischer Gourmet und Restaurantkritiker, der gegen Plastik-Essen kämpft und sich eine große Schlacht gegen die skandalösen Fehlleistungen der Lebensmittelindustrie liefert.“

„[…] Das alles nützt Claude Zidi, um mit der ‚savoir-vivre‘-Mentalität seiner Landsleute kräftig ins Gericht zu gehen und die Mär von der besten aller Küchen zu Grabe zu tragen. Nebenbei importiert er das Slapstickgenre in den französischen Film, garniert es mit der cholerisch-hysterischen Grimassenschneiderei de Funès’ in einem Lustspiel, das locker mit dem Temperament seines Hauptakteurs mithalten kann, und streut neben perfektem Timing auch ordentlich satirisches Salz in die Suppe aller Gault-Millau-Gläubigen. Ein Alltime-Klassiker und nebenbei TV-Junkfood für langweilige Sonntage.“

„[…] Sicher, so etwas wie eine Continuity ist nicht vorhanden in diesem klassischen Schenkelklopfer von 1976, die Kamera ist wackelig, den Schnitt finden selbst Laien mies, und die tragische 70er-Jahre-Synchronisation tut ein übriges. Aber es gibt Nummern, die sind einfach unzerstörbar. Eine Fernsehdiskussionsrunde mit dem vielsagenden Titel ‚Alle Schläge sind erlaubt‘ muß man ebenso gesehen haben wie eine Slapstickroutine mit drei Personen, zwei Hotelzimmern, drei identischen Koffern und einem schier perfekten Timing. Und auch ansonsten winken eine Fülle absurdester Situationen, durch die der Gourmetkritiker de Funès gehen muß […].“

## Auszeichnungen
Der Film gewann im Jahr 1978 die Goldene Leinwand.

## Heimkino
Bereits Ende der 1970er-Jahre gab es, viele Jahre vor VHS und DVD, eine erste Veröffentlichung für das private Heimkino. Marketing Film aus Bochum verkaufte eine Schnittfassung mit vielen Höhepunkten des Films im Format Super 8, verteilt auf drei Rollen mit je ca. 110 m in Farbe und mit deutschem Magnetton zum Preis von 149 DM pro Rolle. Vorteil dieser frühen Heimkino-Version ist auch die Original-Kino-Synchronisation von Rainer Brandt. Diese Veröffentlichung ist heute unter den noch verbliebenen Super-8-Spielfilmsammlern ein sehr begehrtes Sammelobjekt und erzielt bei einschlägigen Internetauktionen oder auf Sammlerbörsen vergleichsweise hohe Preise.